# 商誥
商誥（1520年—1566年），字元寵，號右川，山東濟南府德州平原縣人，匠籍，明朝政治人物。

## 生平
嘉靖二十二年癸卯科（1543年）山東鄉試第三十四名。嘉靖三十五年（1556年），登丙辰科三甲第一百三十四名進士。大理寺观政，授直隸元氏縣知縣，三十九年復除肥乡县，四十一年升兵部职方司主事，管理山海关，四十三年升员外、升山西佥事，四十四年疏请养病，四十五年卒。

## 家族
曾祖商璉；祖父商質；父商古，母趙氏。兄商臣、商詔。